# .ck
.ck ist die länderspezifische Top-Level-Domain (ccTLD) des in „freier Assoziierung mit Neuseeland“ stehenden Inselstaates der Cookinseln. Sie existiert seit 8. August 1995 und wird vom ortsansässigen Unternehmen Telecom Cook Islands verwaltet.

## Eigenschaften
Jede beliebige Person oder Unternehmen kann eine .ck-Domain registrieren, solange diese nicht pornografischer Natur ist oder anderweitig gegen die guten Sitten verstößt. Allerdings werden keine Second-Level-Domains vergeben, nur die dritte Ebene ist geöffnet. Es stehen folgende Bereiche zur Auswahl:
- .co.ck für kommerzielle Unternehmen.
- .edu.ck für Bildungseinrichtungen
- .gov.ck für die Regierung der Cookinseln
- .net.ck für Internetdienstleister
- .org.ck für gemeinnützige Organisationen